# Ovula
Ovula Bruguière, 1789 è un genere di molluschi gasteropodi marini della famiglia Ovulidae.

## Tassonomia
Il genere include le seguenti specie:
- Ovula costellata Lamarck, 1810
- Ovula ishibashii (Kuroda, 1928)
- Ovula ovum (Linnaeus, 1758)

## Collegamenti esterni

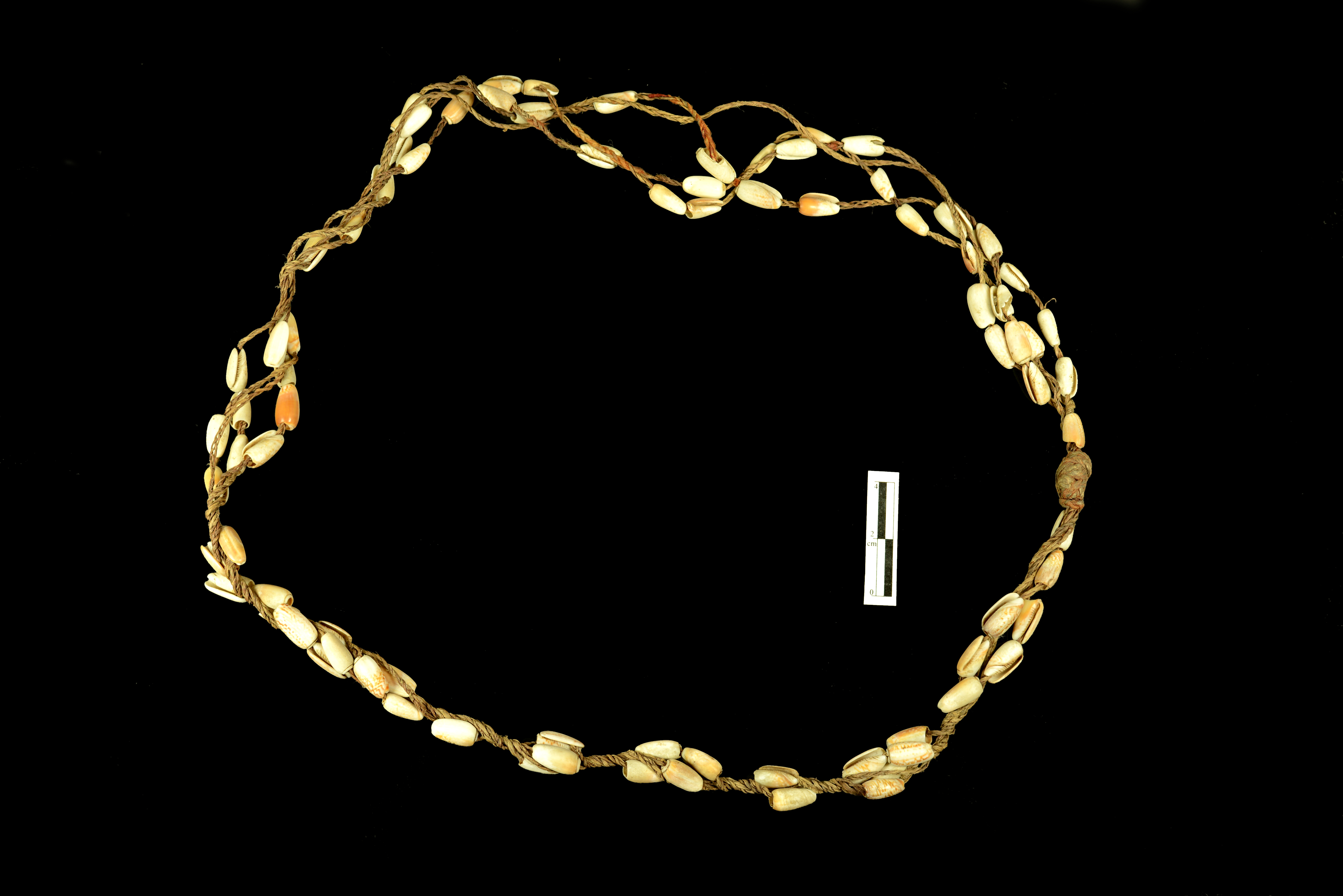
Collana polinesiana fatta di conchiglie di Ovula.